# Метилэргометрин
Метилэргометрин (другие названия  метилэргоновин, метилэргобазин, метергин, и 1-бутаноламид D-лизергиновой кислоты) - синтетический аналог эргоновина, психоделический алкалоид найденный в спорынье, а также у множества видов ипомеи. Является членом семейства лизергамидов и химически близок  ЛСД, эргину, эргометрину, и лизергиновой кислоте. Благодаря свойству стимулировать родовую деятельность, имеет медицинское применение в гинекологии.

## Применения

### Акушерство
Метилэргометрин вызывает сокращения мышц матки. Он наиболее часто используется для того чтобы предотвратить или контролировать кровотечение после родов или аборта, а также для оказания помощи при отторжении плацентарной ткани после замершей беременности (выкидыша, в котором плод или его часть осталась в матке) и, чтобы помочь отделить плаценту после родов. Доступен в виде таблеток, инъекций или в жидкой форме для орального приема.

### Мигрень
Метилэргометрин иногда используется как для профилактики, так и для интенсивной терапии мигрени. Образуется как активный метаболит метисергида.

## Противопоказания
Метилэргометрин противопоказан пациентам с артериальной гипертензией и преэклампсией. Также он противопоказан ВИЧ-положительным пациентам, принимающим ингибиторы вирусной протеазы, делавирдин и эфавиренц (который также является агонистом комплекса "5HT2А-рецептор / mGlu2 - рецептор" и увеличивает шансы, что у больного возникают галлюцинации во время метилэргометриновой терапии).

## Побочные эффекты
- Холинергические эффекты, такие как тошнота, рвота, понос
- Головокружение
- Легочная гипертензия
- Коронарная вазоконстрикция артерий
- Тяжелая артериальная гипертензия (особенно у больных с преэклампсией)
- Судороги

В чрезмерных дозах метилэргометрин также может привести к судорогам, угнетению дыхания и коме.

## Взаимодействие с другими препаратами
Метилэргометрин, вероятно, взаимодействует с препаратами, которые ингибируют в печени фермент СУР3А4, такие как азолов, антибиотики из группы макролидов и многие лекарства от ВИЧ. Он также может усилить сужение кровеносных сосудов, вызванное симпатомиметические препаратами и другими алкалоидами спорыньи.

## Механизм действия
Метилэргометрин представляет собой частичный агонист/антагонист серотонинергических, дофаминергических и альфа-адренергических рецепторов. Его специфическое связывание и активации паттерна на эти рецепторы приводит к сильному и полному сокращению гладких мышц матки, в то время как сосуды страдают в меньшей степени по сравнению с другими алкалоидами спорыньи.